# Ziraat Bank International
Die Ziraat Bank International AG ist ein deutsches Kreditinstitut mit Sitz in Frankfurt am Main. Sie ist ein 100-prozentiges Tochterunternehmen der türkischen Universalbank T.C. Ziraat Bankası mit Sitz in Ankara. Die Ziraat Bank International AG ist Mitglied im Bundesverband deutscher Banken sowie dessen Einlagensicherungsfonds.

## Geschäftsfelder
Die Ziraat Bank International AG betreibt das Universalbankgeschäft mit Privat- und Firmenkunden. Der Schwerpunkt lag in den Gründungszeiten der Bank bei der Betreuung von in Deutschland lebenden Türkeistämmigen bzw. türkischen Unternehmen in Deutschland. Heutzutage positioniert sich die Bank neben dem Privatkundengeschäft auch als Universalbank verstärkt im Firmenkundengeschäft und bietet für Unternehmen, die zwischen Deutschland und der Türkei handeln, auch verschiedene Dienstleistungen an.
Das Angebot für Privatkunden umfasst unter anderem ein kombiniertes Giro- und Tagesgeldkonto inkl. Maestro-Karte, Festgeld, Ratenkredite und Finanzierungen von Immobilien in der Türkei.

## Geschichte
Die T.C. Ziraat Bankası A.Ş. gründete 1964 ihre erste Repräsentanz in Deutschland und erhöhte im Laufe der Zeit deren Anzahl auf zehn. 1988 wurde aufgrund verstärkter wirtschaftlicher Beziehungen zwischen Deutschland und der Türkei sowie gestiegener Nachfrage nach türkischen Bankdienstleistungen, insbesondere durch Türkischstämmige, in Deutschland eine Niederlassung mit Vollbanklizenz in Frankfurt am Main errichtet und die Repräsentanzen in Filialen umgewandelt. 2001 wurde in Deutschland die heutige Ziraat Bank International AG durch Übernahme der bisherigen Niederlassung und Verschmelzung mit der früheren Beteiligung Deutsch-Türkische Bank AG gegründet.

## Filialen

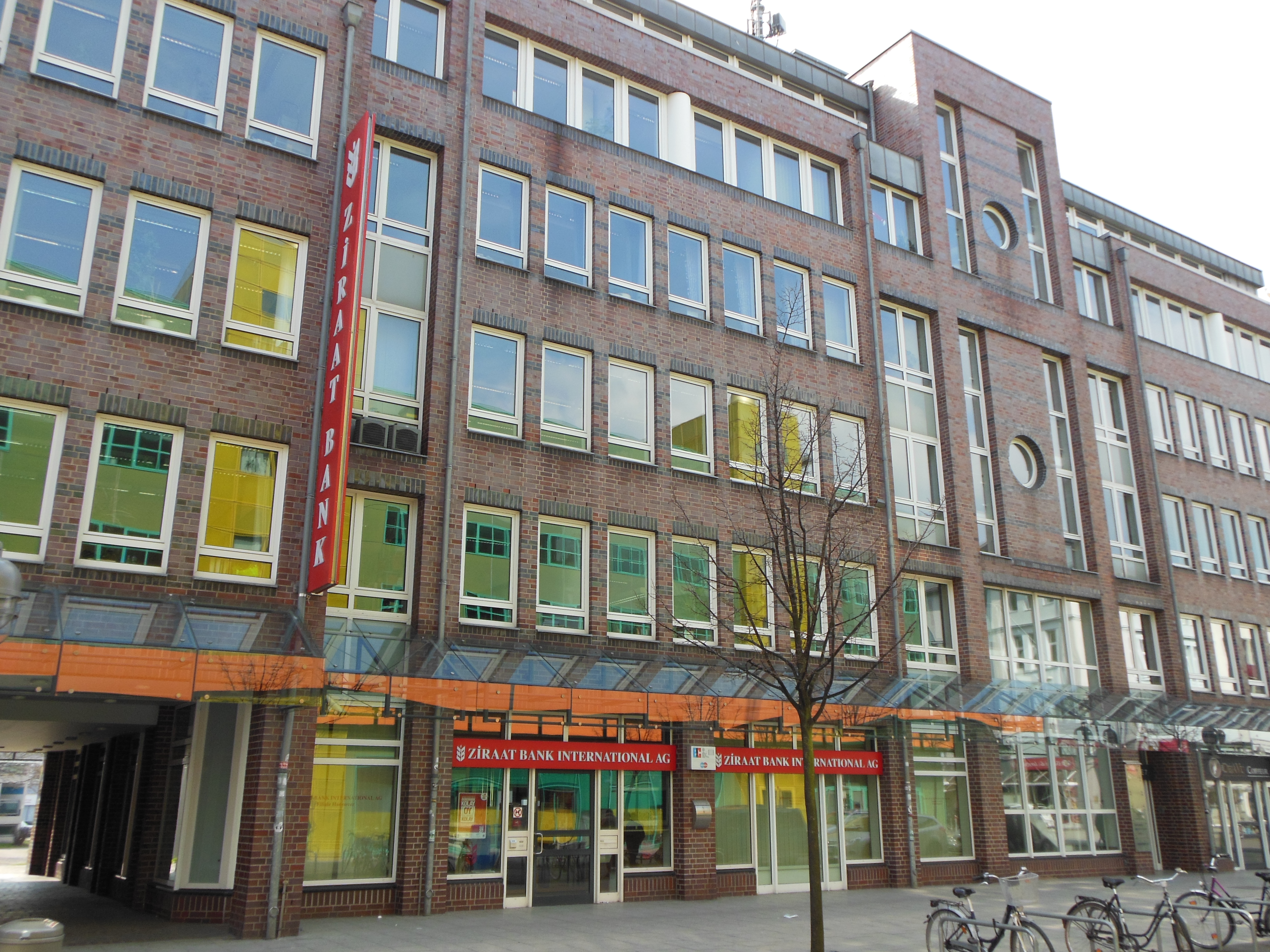
Filiale in Hannover, Lange Laube 7

Die Ziraat Bank International AG unterhält bundesweit sieben Filialen:
- Berlin
- Duisburg
- Frankfurt am Main (Hauptverwaltung)
- Hamburg
- Hannover
- Köln
- München